# III століття
III століття — століття, яке розпочалося 1 січня 201 року і закінчилося 31 грудня 300 року; третє століття нашої ери і третє століття I тисячоліття.
На початок третього століття на Землі за оцінками проживало 257 млн людей. На цей час значна частина Старого світу була поділена між великими імперіями. У степовій смузі Європи та Азії переміщалися численні кочові племена, які часто швидко утворювали племінні союзи, що робили набіги на кордони імперій, а потім швидко розпадалися. У лісах Європи поступово зростали й набиралися сили осілі племена.

## Світ

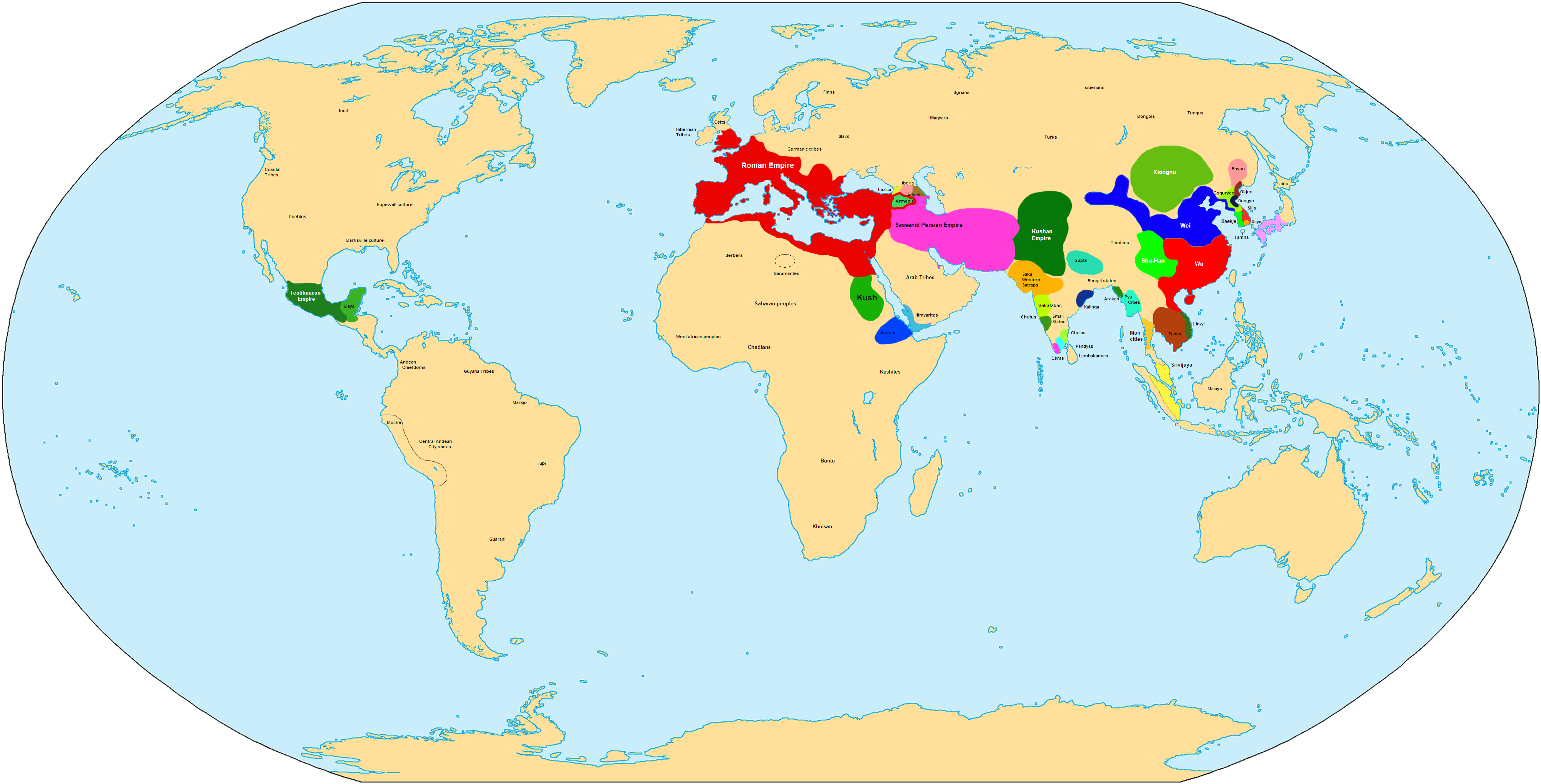
Політична карта світу на 250 рік

Значну частину Європи, Передньої Азії та Північної Африки займала Римська імперія. Упродовж століття вона вела постійні оборонні війни проти германців, сарматів, персів та берберів. Загалом римляни майже повністю зберегли свою територію у порівнянні з найбільшою площею за часів Траяна. Втім, упродовж більшої частини століття в Римі тривала так звана криза третього століття, для якої характерними були громадянські війни, часта зміна імператорів, солдатські імператори й економічна криза та епідемії. У виснажені прикордонні провінції почали селитися варвари.
У Персії сталася зміна династій — Парфянське царство замінила імперія Сассанідів. Перси вели майже безперестанні й безуспішні з обох боків війни з римлянами у Месопотамії. Водночас вони значно просунулися на схід, у Середню Азію та Афганістан.
Північ Індії й Афганістан на початку століття займала Кушанська імперія, але до кінця століття вона занепала й розпалася.
На початку століття Китаєм правила династія Хань, однак на той час влада імператора вже сильно ослабла, а країною правили військові гегемони, що вели між собою безперервні війни. Зрештою, Китай розпався. Більшу частину століття тривав так званий період трьох держав: Вей на півночі, Шу на заході, У на півдні. До кінця сторіччя відбулося нове об'єднання пів владою династії Західна Цзінь. На півночі Китаю довелося відбиватися від кочових племен хунну.
Розпочався класичний період розвитку цивілізацій Мезоамерики.

## Територія України
Для лісостепової зони сучасної України в третьому столітті характерна археологічна культура, що має назву черняхівської. Цю культуру важко асоціювати з якимсь конкретним племенем, вона була радше мультикультурною. Незрозуміло, яку роль у ній відігравали готи, що проникли на ці землі від Балтійського моря через територію сучасної Польщі й добралися до Північного Причорномор'я, звідки здійснювали походи на римські провінції на Дунаї, Балканах і в Малій Азії.
У степовій зоні кочували різні сарматські племена, які відтіснили скіфів у Крим, а на узбережжі Чорного моря існували римські колонії, зокрема Боспорська держава.

## Релігія
Третє століття знаменувалося поступовим поширенням християнства у Римській імперії. Однак, християнство було не єдиним відносно новим релігійним культом. Поряд із ним існували також гностицизм, мітраїзм, маніхейство тощо. У самому християнстві почали виникати рухи на зразок монтанізму, які були проголошені першими єресями. Але загалом християнству довелося витримати важку боротьбу з традиційними римськими культами. Особливо тяжкими стали переслідування християн з другої половини століття, коли римські імператори почали вимагати обов'язкового дотримання культу генія імператора від громадян імперії. Відмова жорстоко каралася. Упродовж трьох років едиктом імператора Авреліана християнство було заборонене взагалі. Чимало християн було страчено легіонерами або були вбиті натовпом і пізніше були канонізовані як мученики.

## Філософія
Останнім значним античним філософом був неоплатонік Плотін. Розвивалася також християнська патристика, яскравими представниками якої були Тертуліан і Ориген.

## Події
- Вторгнення готів у Північне Причорномор'я
- Перша половина III століття — посилення в Японії племінного об'єднання Ямато. Утворення племінного союзу.;